# Dorothy Howell
Dorothy Gertrude Howell (Birmingham, 25 de febrero de 1898 – Malvern, 12 de enero de 1982) fue una pianista y compositora británica.

## Biografía
Nació en la ciudad de Birmingham, creció en Handsworth y fue educada en una escuela convento. Comenzó sus estudios de composición tomando clases privadas de Granville Bantock y seguidamente continuó sus estudios en la Royal Academy of Music, a los quince años de edad. Sus profesores allí fueron John Blackwood McEwen y Tobias Matthay.
El 10 de septiembre de 1919, Henry Wood dirigió el estreno del poema sinfónico Lamia (inspirado en el poema de Keats del mismo nombre), con el que Howell alcanzó la fama. Esa misma semana, el 13 de septiembre de 1919, Wood volvió a dirigir Lamia. Posteriormente continuó dirigiendo esta obra en las temporadas de los Proms de 1921, 1923, 1924, 1926, 1930 y 1940. Sin embargo, Lamia fue abandonada en los años posteriores, y no se recuperó hasta la temporada 2010 de los Proms. En 2019 y nuevamente en los Proms, esta obra volvió a ser tocada en concierto, a modo de celebración de su centenario. En su publicación de 1921, Howell dedicó su obra Lamia a Wood.
Wood también dirigió otras muchas composiciones de Dorothy Howell, entre ellas Koong Shee en 1921, su Concierto para piano en 1923 y 1927 (en ambas ocasiones con la propia compositora al piano), y más tarde The Rock, en 1928. Asimismo, tenía programado en su agenda el estreno de la obra Three Divertissements en 1940, pero el concierto tuvo que ser cancelado debido a los bombardeos del Blitz. Su obra Air, Variations & Finale para oboe, violín y piano (1949) se puede adquirir a través de la editorial June Emerson Wind Music (E620). Three Divertissements, la última obra orquestal que se conoce de Howell, no recibió su estreno hasta 1950, en el Festival Elgar de Malvern.
Howell fue ganadora del premio Cobbett en 1921 por su Fantasía para violín y piano. Además, durante su vida recibió el apodo de la "Strauss inglesa". Tal era su fama que Henry Wood intentó reclutarla para que formara parte de su clase de dirección en la Royal Academy of Music (RAM) en 1923, pero en cambio ella prefirió convertirse en maestra de dicha institución al año siguiente. Durante la Segunda Guerra Mundial, sirvió en las Mujeres del Ejército de Tierra. Más tarde enseñó en el Real Conservatorio de Birmingham, de 1950 a 1957. Finalmente, tras jubilarse como profesora de la RAM en 1970, continuó enseñando de forma privada. Murió en Malvern, a los 83 años.
Durante muchos años, Howell cuidó de la tumba de Edward Elgar, y ella misma yace enterrada cerca del compositor inglés. La música de Dorothy Howell fue grabada por los sellos discográficos Dutton Digital y Harlequin.
La primera grabación moderna de la obra Lamia vio la luz en 2008, dirigida por Marius Stravinsky y la Orquesta Sinfónica de Karelia para el sello Cameo Classics. Asimismo, en 2010, este mismo sello grabó también el Concierto para piano de Howell con Valentina Seferinova como solista en el Cadogan Hall de Londres. La orquesta fue la Orion Symphony Orchestra, dirigidos por Toby Purser. El CD (CC9041CD) con estas obras fue lanzado en septiembre de 2012, y se puede conseguir en Nimbus Wyastone .
En 2019, Rumon Gamba dirigió Lamia junto a la Filarmónica de la BBC para una grabación de varios poemas sinfónicos escritos por compositores y compositoras británicos para el sello Chandos Records.

## Obras seleccionadas
| - Sonata para piano (1916) - Lamia (1918, poema sinfónico) - Danse grotesque (1919, para orquesta) - Two Dances (1920, para orquesta) - Humoresque (1921, para orquesta) - Koong Shee (1921, revisada en 1933, para orquesta) - Minuet (1923, para orquesta) - Concierto para piano y orquesta (1923) - Two Pieces for Muted Strings (1926) - The Moorings para violín y piano - Phantasy para violín y piano - Tres Preludios para piano - The Rock (1928, para orquesta) - Fanfare (escrita para la Musician's Benevolent Fund) - Three Divertissements - Sonata para violín (1947) - Sonata para piano (1955) | - Piano Sonata (1916) - Lamia (1918, symphonic poem) - Danse grotesque (1919, for orchestra) - Two Dances (1920, for orchestra) - Humoresque (1921, for orchestra) - Koong Shee (1921, revised 1933, for orchestra) - Minuet (1923 for orchestra) - Concerto for pianoforte (1923) - Two Pieces for Muted Strings (1926) - The Moorings for violin and piano - Phantasy for violin and piano - Three Preludes for piano - The Rock (1928, for orchestra) - Fanfare (composed for the Musicians' Benevolent Fund) - Three Divertissements - Violin Sonata (1947) - Piano Sonata (1955) |